# آرچر (ایلینوی)
آرچر (به انگلیسی: Archer) یک منطقهٔ مسکونی در ایالات متحده آمریکا است که در شهرستان سانگامون، ایلینوی واقع شده است. آرچر ۱۸۴٫۱ متر بالاتر از سطح دریا واقع شده است.